# International Tour of Rhodes
International Tour of Rhodes (česky někdy označováno jako Okolo Rhodosu) je čtyřdenní etapový závod konaný v březnu na řeckém ostrově Rhodos. První ročník se uskutečnil v roce 1987 a vítězem byl řecký cyklista Kanellos Kanellopoulos.
Závod byl dvakrát přerušen, a to v letech 1988–1994 (7 let) a 2004–2016 (13 let). Z českých cyklistů měl největší úspěch Jozef Regec, který v roce 1997 vyhrál. Jediný cyklista, kterému se podařilo vyhrát dvakrát je Švýcar Fabian Cancellara (2001, 2002).

## Seznam vítězů
| Rok       | Země        | Jezdec                                     | Tým                  |
| --------- | ----------- | ------------------------------------------ | -------------------- |
| 1987      | Řecko       | Kanellos Kanellopoulos                     |                      |
| 1988–1994 | Nejelo se   | Nejelo se                                  | Nejelo se            |
| 1995      | Řecko       | Kyriakos Koutsoudakis Vasilis Anastopoulos |                      |
| 1996      | Bělorusko   | Evgeni Golovanov                           |                      |
| 1997      | Česko       | Jozef Regec                                |                      |
| 1998      | Německo     | Holger Sievers                             | EC/Bayer Worringen   |
| 1999      | Rakousko    | Arno Kaspret                               |                      |
| 2000      | Dánsko      | Dennis Rasmussen                           | Team Fakta           |
| 2001      | Švýcarsko   | Fabian Cancellara                          | Mapei–Quick-Step     |
| 2002      | Švýcarsko   | Fabian Cancellara                          | Mapei–Quick-Step     |
| 2003      | Nizozemsko  | Bram Schmitz                               | BankGiroLoterij      |
| 2004–2016 | Nejelo se   | Nejelo se                                  | Nejelo se            |
| 2017      | Švýcarsko   | Colin Stüssi                               | Roth–Akros           |
| 2018      | Itálie      | Mirco Maestri                              | Bardiani–CSF         |
| 2019      | Nizozemsko  | Martijn Budding                            | BEAT Cycling Club    |
| 2020      | Norsko      | Søren Wærenskjold                          | Joker Fuel of Norway |
| 2021      | Norsko      | Fredrik Dversnes                           | Team Coop            |
| 2022      | Dánsko      | Louis Bendixen                             | Team Coop            |
| 2023      | Portugalsko | António Morgado                            | Hagens Berman Axeon  |
| 2024      | Norsko      | André Drege                                | Team Coop–Repsol     |

## Vítězství dle zemí
| Vítězství | Země                                                |
| --------- | --------------------------------------------------- |
| 3         | Norsko Švýcarsko                                    |
| 2         | Dánsko Nizozemsko Řecko                             |
| 1         | Bělorusko Česko Itálie Německo Portugalsko Rakousko |